# 김양묘
김양묘(金陽墓)는 대한민국 경상북도 경주시 서악동에 있는 신라의 왕족 김양(808∼857)의 묘이다. 1982년 8월 4일 경상북도의 기념물 제33호로 지정되었다.

## 개요
경주시 서악동에 있는 신라의 왕족 김양(808∼857)의 묘이다.
태종 무열왕의 9대손으로 흥덕왕 3년(828)에 고성 태수가 되었고 무주 도독을 지냈다. 가는 곳마다 많은 공적을 남겨 명성이 높았다고 한다. 830년에 장보고와 함께 민애왕을 죽이고 우징(신무왕)을 왕으로 추대하여 모셨으며 신무왕이 일찍 죽자 뒤를 이은 문성왕을 다시 모셨다. 문성왕 19년(857)에 나이 50세로 죽자 그에게 대각간(大角干)의 벼슬을 내리고 태종 무열왕의 릉(陵) 서열에 따라 그 곳에 같이 모셨다.
특별한 시설 없는 비교적 큰 무덤이며 흙으로 높게 쌓아 올린 원형봉토분이다.

## 참고 문헌
- 김양묘 - 국가유산청 국가유산포털